# Marc Opi (tribú militar)
Marc Opi (en llatí: Marcus Oppius) va ser un comandant militar romà del segle v aC, als inicis de la República. Formava part de la gens Òpia, una gens romana d'origen plebeu.
Va dirigir les forces plebees com a tribú militar juntament amb Sext Manili durant la secessió dels plebeus al Mons Sacer, l'any 449 aC, al segon decemvirat. L'esmenten Titus Livi i Dionís d'Halicarnàs.